# كريس كوبولا
كريس كوبولا (بالإنجليزية: Chris Coppola)‏ هو ممثل أمريكي، ولد في 25 يناير 1962 في الولايات المتحدة.

## أعمال

### أفلام
- (2007)  النجاة
- (2007) بوستال
- (2008) فار كراي[5]

## وصلات خارجية
- كريس كوبولا على موقع IMDb (الإنجليزية)
- كريس كوبولا على موقع أول موفي (الإنجليزية)
- كريس كوبولا على موقع قاعدة بيانات الفيلم (الإنجليزية)